# Smiley (Teksas)
Smiley – miasto w Stanach Zjednoczonych, w stanie Teksas, w hrabstwie Gonzales.